# هارفي غراب
هارفي غراب (بالإنجليزية: Harvey Grubb)‏ هو لاعب كرة قاعدة أمريكي، ولد في 18 سبتمبر 1890 في ليكسينغتون في الولايات المتحدة، وتوفي في 25 يناير 1970 في كوربوس كريستي في الولايات المتحدة.

## وصلات خارجية
- هارفي غراب على موقعبيزبول رفرنس.كوم (الدوري الرئيسي) (الإنجليزية)